# 林環

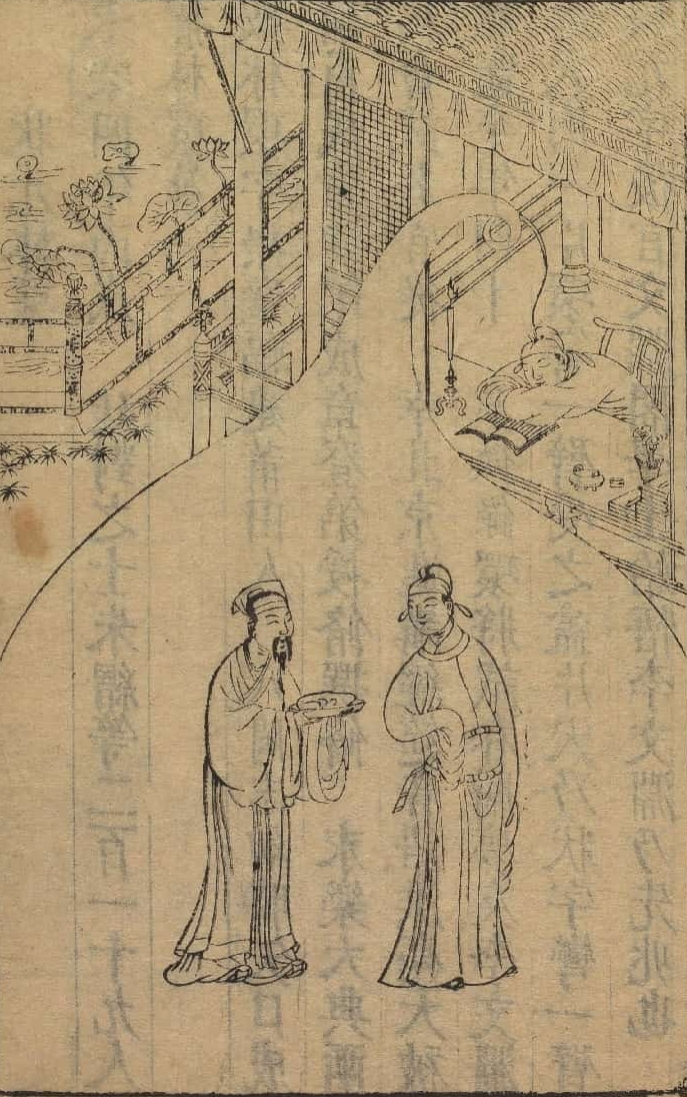
林環

林環（？—？），字崇璧，福建興化府莆田縣人，明朝政治人物、狀元。

## 生平
永樂四年（1406年），中進士一甲第一名（狀元），授翰林院修撰，升侍講，參與編撰《永樂大典》。其認識過人，深受明成祖器重。四十歲去世，存有《絅齋集》。從弟林文，太常寺少卿兼翰林侍讀學士。